# Cầu lông tại Đại hội Thể thao Đông Nam Á 1983
Cầu lông tại Đại hội Thể thao Đông Nam Á năm 1983 được tổ chức từ ngày 28 tháng 5 đến ngày 6 tháng 6 năm 1983 tại Singapore Badminton Hall, Singapore. Chương trình thi đấu bao gồm các nội dung đơn nam, đơn nữ, đôi nam, đôi nữ, đôi nam nữ và đồng đội nam – nữ, với sự tham gia của các vận động viên đến từ sáu quốc gia: Indonesia, Malaysia, Thái Lan, Singapore, Philippines và Myanmar.
Indonesia tiếp tục khẳng định vị thế cường quốc cầu lông trong khu vực khi giành chiến thắng ở hầu hết các nội dung, trong đó có cả hai nội dung đồng đội, có 4 trận chung kết mà các tay vợt đều là VĐV của Indonesia. Một điểm nhấn đáng chú ý là tay vợt Wong Shoon Keat của Singapore đã xuất sắc giành huy chương vàng nội dung đơn nam, trở thành tay vợt người Singapore đầu tiên đạt được thành tích này tại một kỳ SEA Games.

## Tóm tắt kết quả
| Nội dung     | Vàng | Bạc | Đồng |
| ------------ | --- | --- | --- |
| Đơn nam      | Wong Shoon Keat · Singapore                                                                                 | Hastomo Arbi · Indonesia | Lau Wing Cheok · Singapore |
| Đơn nam      | Wong Shoon Keat · Singapore                                                                                 | Hastomo Arbi · Indonesia | Sarit Pisudchaikul · Thái Lan                                                                                                   |
| Đơn nữ       | Ivana Lie · Indonesia                                                                                       | Elizabeth Latief · Indonesia | Jutatip Banjongsilp · Thái Lan                                                                                                  |
| Đơn nữ       | Ivana Lie · Indonesia                                                                                       | Elizabeth Latief · Indonesia | Phanwad Jinasuyanont · Thái Lan                                                                                                 |
|              | | | |
| Đôi nam      | Bobby Ertanto · Christian Hadinata · Indonesia                                                              | Liem Swie King · Hadibowo · Indonesia | Sawei Chanseorasmee · Sarit Pisudchaikul · Thái Lan                                                                             |
| Đôi nam      | Bobby Ertanto · Christian Hadinata · Indonesia                                                              | Liem Swie King · Hadibowo · Indonesia | Ong Beng Teong · Soh Goon Chup · Malaysia                                                                                       |
| Đôi nữ       | Ruth Damayanti · Maria Fransisca · Indonesia                                                                | Rosiana Tendean · Mary Harlim · Indonesia                                                                                                | Kanitta Mansamuth · Amporn Kaipituk · Thái Lan                                                                                  |
| Đôi nữ       | Ruth Damayanti · Maria Fransisca · Indonesia                                                                | Rosiana Tendean · Mary Harlim · Indonesia                                                                                                | Katherine Teh · Juliet Poon · Malaysia                                                                                          |
| Đôi nam nữ   | Christian Hadinata · Ivana Lie · Indonesia                                                                  | Bobby Ertanto · Ruth Damayanti · Indonesia                                                                                               | Sawei Chanseorasmee · Amporn Kaipituk · Thái Lan                                                                                |
| Đôi nam nữ   | Christian Hadinata · Ivana Lie · Indonesia                                                                  | Bobby Ertanto · Ruth Damayanti · Indonesia                                                                                               | Razif Sidek · Leong Chai Lean · Malaysia                                                                                        |
|              | | | |
| Đồng đội nam | Indonesia · Icuk Sugiarto · Liem Swie King · Bobby Ertanto · Christian Hadinata · Hastomo Arbi · Hadibowo   | Malaysia · Foo Kok Keong · Ong Beng Teong · Soh Goon Chup · Jalani Sidek · Razif Sidek                                                   | Thái Lan · Bandid Jaiyen · Sawei Chanseorasmee · Sarit Pisudchaikul · Preecha Sopajaree · Suwat Poonumphai · Sakrapee Thongsari |
| Đồng đội nam | Indonesia · Icuk Sugiarto · Liem Swie King · Bobby Ertanto · Christian Hadinata · Hastomo Arbi · Hadibowo   | Malaysia · Foo Kok Keong · Ong Beng Teong · Soh Goon Chup · Jalani Sidek · Razif Sidek                                                   | Singapore · Wong Shoon Keat · Lau Wing Cheok · Abdul Hamid Khan · Tan Kum Hwa · Sulaiman Zaini                                  |
| Đồng đội nữ  | Indonesia · Ivana Lie · Elizabeth Latief · Ruth Damayanti · Maria Fransisca · Rosiana Tendean · Mary Harlim | Thái Lan · Kanitta Mansamuth · Suleeporn Jittariyakul · Jutatip Banjongsilp · Sirisriro Patama · Amporn Kaitpituk · Penpan Klangthamniem | Malaysia · Leong Chai Lean · Katherine Teh · Juliet Poon · Kok Chan Fong · Tan Sui Hoon                                         |
| Đồng đội nữ  | Indonesia · Ivana Lie · Elizabeth Latief · Ruth Damayanti · Maria Fransisca · Rosiana Tendean · Mary Harlim | Thái Lan · Kanitta Mansamuth · Suleeporn Jittariyakul · Jutatip Banjongsilp · Sirisriro Patama · Amporn Kaitpituk · Penpan Klangthamniem | Singapore · Irene Lee · Soo Chiew Ming · Choy Leng Siong · Leong Kay Sine · Ho Kam Meng · Koh Ee Boon                           |

## Kết quả bán kết
| Nội dung   | Chiến thắng                        | Thua cuộc                                | Tỷ số               |
| ---------- | ---------------------------------- | ---------------------------------------- | ------------------- |
| Đơn nam    | Wong Shoon Keat                    | Sarit Pisudchaikul                       | 16–17, 15–8, 15–5   |
| Đơn nam    | Hastomo Arbi                       | Lau Wing Cheok                           | 7–15, 15–3, 15–9    |
| Đơn nữ     | Elizabeth Latief                   | Jutatip Banjongsilp                      | 11–5, 11–2          |
| Đơn nữ     | Ivana Lie                          | Phanwadee Jinasuyanont                   | 12–9, 11–2          |
| Đôi nam    | Hadibowo & Liem Swie King          | Sawei Chanseorasmee & Sarit Pisudchaikul | 18–15, 15–10        |
| Đôi nam    | Bobby Ertanto & Christian Hadinata | Soh Goon Chup & Ong Beng Teong           | 15–8, 7–15, 15–6    |
| Đôi nữ     | Ruth Damayanti & Maria Fransisca   | Amporn Kaipituk & Kanitta Mansamuth      | 15–5, 15–7          |
| Đôi nữ     | Mary Harlim & Rosiana Tendean      | Juliet Poon & Katherine Swee Phek Teh    | 17–16, 15–6         |
| Đôi nam nữ | Christian Hadinata & Ivana Lie     | Razif Sidek & Leon Chai Lean             | 15–6, 15–1          |
| Đôi nam nữ | Bobby Ertanto & Ruth Damayanti     | Sawei Chanseorasmee & Amporn Kaipituk    | 11–15, 15–10, 15–11 |

## Kết quả chung cuộc
| Nội dung   | Vô địch                            | Á quân                         | Tỷ số             |
| ---------- | ---------------------------------- | ------------------------------ | ----------------- |
| Đơn nam    | Wong Shoon Keat                    | Hastomo Arbi                   | 9–15, 15–2, 15–11 |
| Đơn nữ     | Ivana Lie                          | Elizabeth Latief               | 11–2, 11–4        |
| Đôi nam    | Bobby Ertanto & Christian Hadinata | Hadibowo & Liem Swie King      | 8–15, 15–9, 15–5  |
| Đôi nữ     | Ruth Damayanti & Maria Fransisca   | Mary Harlim & Rosiana Tendean  | 15–3, 15–9        |
| Đôi nam nữ | Christian Hadinata & Ivana Lie     | Bobby Ertanto & Ruth Damayanti | 15–2, 15–2        |

## Bảng huy chương
| Hạng               | Đoàn               | Vàng | Bạc | Đồng | Tổng số |
| ------------------ | ------------------ | ---- | --- | ---- | ------- |
| 1                  | Indonesia (INA)    | 6    | 5   | 0    | 11      |
| 2                  | Singapore (SIN)    | 1    | 0   | 3    | 4       |
| 3                  | Thái Lan (THA)     | 0    | 1   | 7    | 8       |
| 4                  | Malaysia (MAS)     | 0    | 1   | 4    | 5       |
| Tổng số (4 đơn vị) | Tổng số (4 đơn vị) | 7    | 7   | 14   | 28      |